# Castrodeza (kommunhuvudort)
Castrodeza är en kommunhuvudort i Spanien.   Den ligger i provinsen Provincia de Valladolid och regionen Kastilien och Leon, i den centrala delen av landet, 170 km nordväst om huvudstaden Madrid. Castrodeza ligger 760 meter över havet och antalet invånare är 228.
Terrängen runt Castrodeza är huvudsakligen platt. Castrodeza ligger nere i en dal. Runt Castrodeza är det glesbefolkat, med 20 invånare per kvadratkilometer. Närmaste större samhälle är Valladolid, 19,5 km öster om Castrodeza. Trakten runt Castrodeza består till största delen av jordbruksmark.